# Ela of Salisbury
Ela of Salisbury (eigentlich Ela, suo jure Countess of Salisbury) (* um 1190, † 24. August 1261 in Lacock Abbey) war eine englische Adlige und Äbtissin.

## Herkunft
Ela war die Tochter von William, 2. Earl of Salisbury, und von dessen Frau Eleanor de Vitré. Als ihr Vater 1196 starb, erbte sie seine Besitzungen und den Anspruch auf den Titel Earl of Salisbury. König Richard Löwenherz verheiratete das Kind im selben Jahr mit seinem Halbbruder William (I) Longespée, der dadurch Earl of Salisbury wurde.

## Ehefrau von William Longespée
Über ihr Leben als Ehefrau von William Longespée ist wenig bekannt. Nach der Überlieferung von Wilhelm dem Bretonen soll König Johann Ohneland sie verführt haben, als Salisbury von 1214 bis 1215 in französischer Gefangenschaft war. Diese Geschichte ist jedoch wenig wahrscheinlich. 1220 legte sie zusammen mit ihrem Mann den vierten und den fünften Grundstein für die Kathedrale von Salisbury. Als ihr Mann auf der Rückreise von Frankreich 1225 angeblich ertrunken war, drängte ein Neffe des Justiciars Hubert de Burgh sie zu heiraten, was sie jedoch ablehnte. Tatsächlich kehrte ihr Mann im Januar 1226 krank nach Salisbury zurück und starb dort am 7. März 1226. Da Elas ältester Sohn noch minderjährig war, huldigte sie zwölf Tage später König Heinrich III., musste jedoch Salisbury Castle dem König übergeben. Von 1227 bis 1228 und von 1231 bis 1237 diente sie als Sheriff von Wiltshire, ein Amt, das bereits ihr Großvater, ihr Vater und ihr Ehemann innegehabt hatten. Sie beanspruchte daraufhin die Erblichkeit dieses Amtes, was jedoch vom königlichen Gericht abgelehnt wurde.

## Späteres Leben und religiöse Stiftungen
Ela galt bereits als Ehefrau als fromm und wohltätig. Ihr Ehemann gründete 1222 eine Kartause in Hatherop in Gloucestershire. Die Mönche betrachteten jedoch den Ort und die Stiftungen als unzulänglich und wandten sich an Ela, die das Kloster nach Hinton in Somerset verlegte und die Stiftungen erweiterte. Sie selber stiftete 1230 ein Augustinerinnenpriorat in Lacock in Wiltshire. 1237 trat sie selbst in dieses Kloster ein. 1239 wurde das Priorat zur Abtei erhoben und Ela wurde die erste Äbtissin. Dieses Amt legte sie zwanzig Jahre später nieder. Sie wurde in Lacock Abbey begraben.

## Nachkommen
Mit William Longespée hatte Ela vier Söhne und vier Töchter:
- William (II) Longespée (um 1209–1250)
- Richard Longespée, Kanoniker in Salisbury
- Stephen Longespée (1216–1260), Seneschall der Gascogne und Justiciar of Ireland
- Nicholas Longespée († 1297), Bischof von Salisbury
- Isabel Longespée ⚭ William de Vesci
- Petronilla Longespée
- Ela Longespée († 1298), ⚭ (1) Thomas de Beaumont, 6. Earl of Warwick, ⚭ (2) Philip Basset
- Ida Longespée, ⚭ (1) Walter Fitzrobert, ⚭ (2) William de Beauchamp, Lord of Bedford

Ela überlebte ihren ältesten Sohn und ihren ältesten Enkel. Als sie starb, erbte ihre Urenkelin Margaret Longespée ihre Besitzungen und den Titel. Margaret war 1257 mit Henry de Lacy, dem Erben des Earl of Lincoln verheiratet worden war.